# Otostigmus nemorensis
Otostigmus nemorensis är en mångfotingart som beskrevs av Filippo Silvestri 1895. Otostigmus nemorensis ingår i släktet Otostigmus och familjen Scolopendridae. Inga underarter finns listade i Catalogue of Life.